# Mirex
Mirex ist eine cyclische organische chemische Verbindung aus der Gruppe der Chlorkohlenwasserstoffe, die als Insektizidwirkstoff – vor allem gegen Feuerameisen, Blattschneiderameisen und Termiten – eingesetzt wurde. Auch wurde Mirex als Flammschutzmittel in Plastik- und Gummiteilen, Farben sowie elektrischen Geräten verwendet. Im Elektroschrott wurde in einer 2011 durchgeführten Studie eine durchschnittliche Konzentrationen von 4 ppm gefunden, was das Vorkommen von Mirex in elektronischen Geräten bestätigte.
Mirex steht im Verdacht, krebserregend zu sein. Es ist möglicherweise leberschädigend und wirkt auf das Immun- und Hormonsystem. Für Krustentiere ist es sehr giftig. Die Halbwertszeit für den Abbau beträgt etwa zehn Jahre. Unter dem Einfluss von UV-Licht wird es hauptsächlich zu Photomirex (8-Monohydromirex, C10HCl11) und weiter zu 2,8-Dihydromirex (C10H2Cl10) umgewandelt.

Photomirex
2,8-Dihydromirex

## Analytischer Nachweis
Der chemisch-analytische Nachweis in Umweltproben, Lebens- und Futtermitteln erfolgt nach geeigneter Probenvorbereitung zur Abtrennung der Matrix und gaschromatographischer Abtrennung von Nebenkomponenten mittels hochauflösender massenspektrometrischer Techniken wie der Flugzeitmassenspektrometrie (Time-Of-Flight-Massenspektrometrie). Das Europäische Arzneibuch legt als Grenzwert für Mirex-Rückstände in pflanzlichen Drogen 0,01 mg·kg−1 fest.

## Verbot
Im Stockholmer Übereinkommen vom 22. Mai 2001 wurde ein weltweites Verbot zur Herstellung, Verkauf und Anwendung von zwölf persistenten organischen Schadstoffen (POP = persistent organic pollutants) ratifiziert. Unter diesem „dreckigen Dutzend“ (dirty dozen) befindet sich auch Mirex. Am 17. Mai 2004 erlangte das Übereinkommen, nach der Ratifizierung durch den 50. Beitrittsstaat, globale Rechtsgültigkeit.